# Како смо били млади
Како смо били млади (рус. Как молоды мы были) је песма коју су 1975. године заједно написали композиторка Александра Пахмутова и песник Николај Добронравов за филм Моја љубав у трећој години по драми Михаила Шатрова Коњ Пржевалског. Песма је убрзо постала обележје певача и композитора Александра Градског. Његово извођење композиције постало је лауреат фестивала Песма-77.
Поред Александра Градског, песму извели су и Елена Камбурова, ансамбл Оризонт, Људмила Гурченко, Едита Пјеха, Тамара Гвердцители, Јосиф Кобзон, Дмитриј Хворостовски, Николај Караченцов, Алберт Асадулин, Иво Бобул, Иван Ожогин и Жана Рождественска.